# Новая Цильна
 Новая Цильна  — село в Буинском районе Татарстана. Входит в состав Новотинчалинского сельского поселения.

## География
Находится в юго-западной части Татарстана на расстоянии приблизительно 26 км на юго-запад по прямой от районного центра города Буинск.

## История
Основано в 1920-х годах.

## Население
Постоянных жителей насчитывалось: в 1926 году — 624 жителя, в 1938—722, в 1949—318, в 1958—449, в 1970—540, в 1979—555, в 1989—167. Постоянное население составляло 111 человек (татары 100 %) в 2002 году, 72 в 2010.